# دييس إراي (إنمي)
دييس إراي (بالإنجليزية: Dies irae) (باليابانية: ディエス・イレ، بالروماجي: Diesu Ire) هو مسلسل أنمي ياباني من إنتاج استوديو أي.سي.جي.تي، مقتبس من الرواية المرئية التي تحمل نفس الاسم والتي طُورت بواسطة استوديو "Light". عُرض المسلسل لأول مرة في اليابان في 7 أكتوبر عام 2017، واستمر حتى 23 ديسمبر من نفس العام، مكوّنًا من 12 حلقة. أُضيفت لاحقًا 6 حلقات خاصة (OVA) عُرضت في عام 2018 تحت عنوان Dies irae: To the Ring Reincarnation.
ويعد الجزء الرابع من سلسلة شينزا بانشو Shinza banshou

## القصة
في 1 ماي 1945 بألمانيا، مجموعة من النازيين قاموا ببعض الطقوس أثناء سقوط برلين في الحرب التي سقط فيها العديد من الضحايا والجرحى، وأثناء قيامهم بهذه الطقوس إختفوا في عالم آخر دون أن يعلم أحد ما إذا كانت طقوسهم نجحت أم لا.بعد 61 سنة وبالضبط باليابان،Ren Fujii صديق Shirou Yusa،يصاب إصابات خطيرة ينقل على إثرها إلى المستشفى.بعد مكوثه لشهرين في المستشفى يخرج Ren يصنع لنفسه حياة جديدة بدون صديقه Shirou ، لكن لم يفلح في ذلك ما جعل منه يقوم بمهاجمة كل من يلتقيه في المدينة.لكن كل ما يريده Ren هو عيش حياته كالسابق أي في سلام.

## الشخصيات
رين فوجي (藤井蓮 Fujii Ren)
ماري (マリィ Marī)
كاسومي آياسي (綾瀬香純 Ayase Kasumi)
ريا هيمورو (氷室玲愛 Himuro Rea)
شيرو يوسا (遊佐司狼 Yusa Shirō)
إيري هونجو (本城恵梨依 Honjō Erii)
راينهارد هيدريتش (ラインハルト・ハイドリヒ Rainharuto Haidorihi)
فاليريا تريفا (ヴァレリア・トリファ Vareria Torifa)
(ヴィルヘルム・エーレンブルグ Viruherumu Ērenburugu)
كاي ساكوراي (櫻井螢 Sakurai Kei)
بيتريس ولترد فون كيرشيسن  (ベアトリス・ヴァルトルート・フォン・キルヒアイゼン Beatorisu Varutorūto fon Kiruhiaizen)
إسحاق (イザーク Izāku)
 (ゲッツ・フォン・ベルリッヒンゲン Gettsu Fon Berurihhingen)
 (ルサルカ・シュヴェーゲリン Rusaruka Shuvēgerin)
إليونور فون ويتنبيرغ (エレオノーレ・フォン・ヴィッテンブルグ Ereonōre Fon Vittenburugu)
(ロート・シュピーネ Rōto Shupīne)
(リザ・ブレンナー Riza Burennā)
 (ウォルフガング・シュライバー Worufugangu Shuraibā)
(メルクリウス / カール・クラフト Merukuriusu / Kāru Kurafuto)
لوتس رايكهارت (ロートス・ライヒハート Rōtosu Raihihāto)
كاي ساكراي (櫻井 戒 Sakurai Kai)
توبال كاين (トバルカイン Tobarukain)

## إعلام
Dies Irae تم عرضه بين 7 أكتوبر 2017 و 22 ديسمبر 2017 في 12 حلقة وحصل أيضا على 6 حلقات خاصة كانت من إنتاج Genco. ورخصت عرضه ودبلجته Funimation

## روابط خارجية
- الموقع الرسميالموقع الرسمي
- Dies Irae (إنمي) على موقع IMDb (الإنجليزية)
- Dies Irae (إنمي) على موقع روتن توميتوز (الإنجليزية)
- Dies Irae (إنمي) على موقع قاعدة بيانات الفيلم (الإنجليزية)
- Dies Irae (إنمي) على موقع ANN anime (الإنجليزية)

شبكة أخبار الأنمي